# Heat de Saïgon
Le Heat de Saïgon (vietnamien : Heat de Sài Gòn) est une équipe vietnamienne professionnelle de basket-ball basée dans la ville d'Hô Chi Minh-Ville au Viêt Nam. Ils jouent dans la ligue ASEAN de basket-ball. Leurs matchs à domicile sont joués au Stade de Tân Binh. Le Heat de Saïgon est la première équipe de basket-ball professionnelle basée au Vietnam.

## Historique
Le Heat de Saïgon est la première équipe de basket professionnelle au Vietnam basé à Ho-Chi-Minh-Ville. Le Heat de Saigon a été officiellement annoncée en tant que membre de la league ASEAN de basket-ball en octobre 2011. L'équipe a été constituée par l'académie de sports de Saïgon, formant des multi-sports de l'académie et lancé en janvier 2009 à Ho-Chi-Minh-Ville, Viêt Nam.
Dans sa saison inaugurale, le Heat a fini sixième dans l'ABL avec une performance de saison régulière de 8-13. Le Heat n'a pas qualifié pour les finales de l'ABL de 2012.

## Stade domiciliaire
- Stade de Tân Binh (2012-présent)

## Entraîneurs
- Robert Newson (2012)
- Jason Rabedeaux (2012-present)

## Joueurs notables
- Julius Hodge
- Triệu Hán Minh
- Tan Nguyen
- Tung Pham
- Larry Tieu
- Hoang Son Ly
- Duong Nguyen
- Robert Sanz
- Noy Javier
- Jahmar Thorpe
- Jonathan Jones
- Tung Doan
- Sophoeun Oeun
- Ronald Capati
- Jai Reyes
- Philip Morrison
- Karl Dehesa
- Dior Lowhorn
- David Palmer
- Ben Wisniewski